# Sextus Amarcius
Sextus Amarcius war ein wahrscheinlich rheinischer mittellateinischer Dichter, der Ende des 11. Jahrhunderts lebte. Er ist bekannt für seine Satiren (Sermones) nach dem Vorbild von Horaz und Prudentius, ein moralisch-theologisches Lehrgedicht. Sie bestehen aus vier Büchern in 2701 Hexametern (mit Schlussgebet) und greifen verschiedene Sünden an wie Geiz, Neid, Habsucht, Ausschweifungen (sowohl von Geistlichen als auch von Weltlichen). Die Sermones stammen aus der Zeit um 1100.
Er nennt sich in seinem Gedicht Sextus Amarcius Gallus Piosistratus (ein Pseudonym) und war ein klassisch gebildeter Mönch oder Weltgeistlicher. Die Erwähnung der Mildtätigkeit von Heinrich III. in der großen Hungersnot 1043/44 und des tragischen Schicksals eines Beradon aus Speyer in dieser Zeit in seinem Gedicht lässt auf eine Verbindung in die Gegend von Speyer und die Zeit von Heinrich III. schließen.
In die Sermones sind Exkurse gegen die Juden, über antike Mythologie, Legenden, Wundererzählungen, eine allegorisch-moralische Auslegung der zwölf Edelsteine (aus der Offenbarung des Johannes, 21: 19) und realistische Alltagsszenen eingeschoben.
Möglicherweise hatte er Einfluss auf Eupolemius, den pseudonymen Verfasser eines Bibelgedichts und Zeitgenossen von Amarcius. Er wird nur von Hugo von Trimberg (gestorben um 1315) und Dietrich Engelhus (gestorben 1434) zitiert.
Handschriften seiner Satiren sind in Dresden (Sächsische Landesbibliothek) und Kopenhagen. Das Werk ist einem ebenfalls pseudonymen Candidus Theopystius Alchimus gewidmet.

## Werkausgaben
- Ronald E. Pepin: Sextus Amarcius: Satires (Ausgabe mit Eupolemius, Hrsg. Jan Ziolkowski), Dumbarton Oaks Medieval Library 9, Harvard University Press, 2011
- Karl Manitius: Sextus Amarcius Sermones, Monumenta Germaniae Historica 6, Böhlau, Weimar 1969

| Personendaten    | Personendaten                        |
| ---------------- | ------------------------------------ |
| NAME             | Amarcius, Sextus                     |
| KURZBESCHREIBUNG | mittellateinischer Dichter           |
| GEBURTSDATUM     | 11. Jahrhundert                      |
| STERBEDATUM      | 11. Jahrhundert oder 12. Jahrhundert |